# Tominje
Tominje je naselje u slovenskoj Općini Ilirskoj Bistrici. Tominje se nalazi u pokrajini Notranjskoj i statističkoj regiji Notranjsko-kraškoj. 

## Stanovništvo
Prema popisu stanovništva iz 2002. godine naselje je imalo 129 stanovnika.